# 絕命的山崖
《絕命的山崖》（英語：The Slippery Slope）是雷蒙尼·史尼奇系列作品《波特萊爾大遇險》的第十部小說，於2003年出版。

## 情節概要
延續上集《吃人的遊樂園》的情節，紫兒與克勞斯好不容易才從陡峭的山崖脫險，繼續攀登蒙堤山脈，尋找V.F.D.總部，他們因躲避雪蚊的襲擊，而在一個山洞內遇見卡麥麗塔·史派茲、布魯斯及雪地童子軍們。其中一名童軍其實是魁格里·夸麥爾（鄧肯和伊莎貝拉的兄弟），他乘其他人熟睡時偷偷指引紫兒與克勞斯前往V.F.D.總部。
另一方面，歐拉夫伯爵及其劇團帶著桑妮已抵達蒙堤山脈的佛特峰上，兩個連歐拉夫都懼怕的壞蛋「有鬍子沒頭髮的男人」和「有頭髮沒鬍子的女人」也隨之到來，將史尼奇文件交給歐拉夫，並宣布他們已燒毀V.F.D.總部，接下來他們打算進行招募新人計畫。紫兒、克勞斯與魁格里只見到V.F.D.總部被大火焚燒的廢墟，但克勞斯成功破譯出圖書館與冰箱內隱含的密碼，得知V.F.D.倖存的義工將會在週四於最後一個安全的地方處集會。
紫兒等三人偽裝成義工前往佛特峰找歐拉夫伯爵等人談判救出桑妮，但同時雪地童子軍們也抵達該處，有鬍子沒頭髮的男人與有頭髮沒鬍子的女人依照原先計畫招喚V.F.D.老鷹前來用大網子帶著現場的大多數人飛走。歐拉夫伯爵與艾絲梅·史瓜樂說服卡麥麗塔·史派茲加入他們的劇團，波特萊爾三姐弟與魁格里則利用雪橇滑下山崖冒險脫逃，但魁格里卻在中途被瀑布的水流給沖走。悲痛的波特萊爾三姐弟只好坐在雪橇上在心碎溪中隨波逐流，他們能做的就是抵達V.F.D.最後一個安全的地方處。

## 改編作品
Netflix製作的電視劇《波特萊爾的冒險》第三季的第一、二集改編自本書。